# NGC 3456
NGC 3456 је спирална галаксија у сазвежђу Пехар која се налази на NGC листи објеката дубоког неба.
Деклинација објекта је - 16° 1' 39" а ректасцензија 10h 54m 3,3s. Привидна величина (магнитуда) објекта NGC 3456 износи 12,6 а фотографска магнитуда 13,3. Налази се на удаљености од 47,250 милиона парсека од Сунца. NGC 3456 је још познат и под ознакама MCG -3-28-18, IRAS 10515-1545, PGC 32730.